# 押川方義
押川 方義（おしかわ まさよし、1850年1月17日〈嘉永2年12月5日〉 - 1928年〈昭和3年〉1月10日）は、日本人のキリスト教宗教家、教育者。東北学院及び宮城学院の創立者。日韓同志組合代表者の一人。新島襄、本多庸一、植村正久、内村鑑三、新渡戸稲造と並び、明治期日本におけるキリスト教主義教育の先駆者とされる。
長男は、冒険小説家の草分け押川春浪（本名、方存）。二男は、プロ野球の生みの親である押川清。
NHK朝の連続テレビ小説『はね駒』の登場人物・松浪毅のモデルである。

## 生涯

### 生年
押川方義の生年に関しては諸説あったが、押川家の鎧櫃から「熊三郎 産髪包紙銘記 嘉永二年十二月五日出生 熊三郎産髪」 と記された和紙が発見され（実際に産髪が包装されていた）、嘉永2年生まれ（グレゴリオ暦への換算では1850年）であることがほぼ確実となった。

### 初期

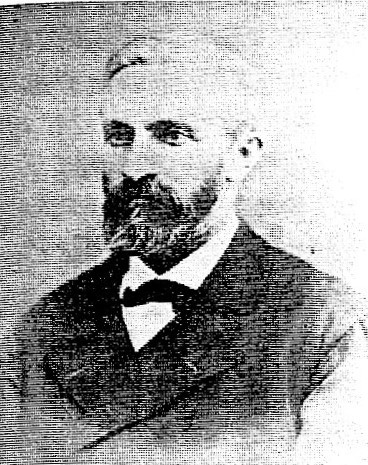
ジェームス・ハミルトン・バラ（James Hamilton Ballagh)

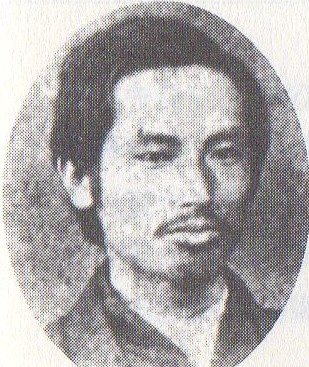
青年時代の押川方義

松山藩士橋本宅次の三男として生まれ、押川方至の養子となる。父は槍の名人であったが、ある事件に関係したため、その責任により自刃(割腹)して果てた。一家の中心を失って収入の道を絶たれ、母の只子が機織りをして家系を支えた。この窮状をみかねた同藩士の押川方至が、熊三少年を養嗣子として引き取り、方義を名乗らせる。1866年（慶応2年）の第二次長州征伐に松山藩兵として従軍。
ジェームス・ハミルトン・バラ（James Hamilton Ballagh、1832年9月7日 - 1920年1月29日）横浜居留地167番の小会堂で押川方義、本多庸一、植村正久ら達青年を教える、所謂｢バラ塾｣(「横浜英語学校」)に転じ、キリスト教に触れる。1872年(明治5年)日本人による最初の祈祷会がバラの指導のもとに始まる。祈祷会は連日続けられたが、1872年3月10日(明治5年2月2日)、日曜日の午後、押川方義ら｢バラ塾｣青年中9名、バラから受洗。
この日、既に他所で受洗していた2名を加えた11名により我国最初のプロテスタント教会である｢横浜公会｣(｢日本基督公会｣)創立。
バラ、 仮牧師となる。日本最初のプロテスタント教会である「日本基督公会」（現・横浜海岸教会）にて宣教師J・H・バラより洗礼を受けた。すぐに、押川は青年長老となり、バラ仮牧師と一緒に日本基督公会(現・日本キリスト教会横浜海岸教会)を組織する。通称横浜バンド。
同じ生徒のなかに本多庸一(弘前藩、のち青山学院院長)・井深梶之助(会津藩、のち明治学院総理)らがいた。松村介石によれば、「本多も押川も純然たる古の武士」の風があった。
日本基督公会は日本基督一致教会に継承され、押川は日本基督一致教会の伝道者として東北伝道に赴く。
一方プロテスタント諸教派は、日本における福音伝道には共同して当たり、各教派の宣教師達は日本を地理的に分割して伝道を担当し、東北地方は1886年6月に日本伝道を開始していたドイツ改革派教会（Reformed Church in the United States）に割り当てられた。
｢合衆国改革派教会｣(｢ジャーマン･リフォームド｣)、｢米国改革派教会｣(｢ダッチ･リフォームド｣)と提携して外国伝道を行うことを決定。
1877(明治10)年10月3日、｢日本基督公会｣、｢日本長老公会｣合同により｢日本基督一致教会｣組織。
やがて押川はアメリカ人ドイツ改革派教会宣教師のW・E・ホーイと出逢うことになる。

### 新潟時代
「しからば吾輩が行くべし」「我、行かん」と新潟行きを決心
1873(明治6)年｢エディンバラ医療伝道会｣、日本伝道を決定し、日本派遣最初の宣教医師としてT ･A･パームを選任した。新潟伝道に従事していたスコットランド一致長老教会（United Presbyterian Church of Scotland）宣教師T・A・パームの通訳雨森信成が通訳を辞めると、医療伝道開始していたパーム、横浜の宣教師サミュエル・ロビンス・ブラウンに協力者派遣を要請。

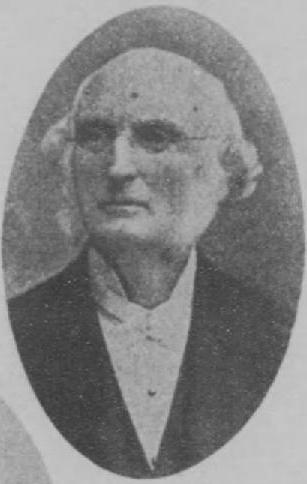
サミュエル・ロビンス・ブラウン（Samuel Robbins Brown)

新潟は日米通商条約による五港開港の一つであったが、仏教王国でもあり伝道は困難を極めた。
新潟地方を含めて北陸一帯は本願寺系の真宗門徒が多く、かつ真宗信仰が生活に浸透した土地柄である。しかも、「土民」は仏法を守るために邪教キリスト教を排撃してやまず、キリスト教の伝道が活発であればあるだけ、これに対して果敢な護法の戦いを繰り広げた。 パームは新潟ではじめブラウンの出身の雨森信成(ラフカディオ・ハーンと仲のいい英文学者)を通訳として説教していた。ところが、パームが伝道した1876年(明治9年)頃の新潟市内に43カ寺を要して仏教王国の伝統を誇っていた新潟の宗教界は仏教勢力の集会妨害・暴行につきまとわれた。当時のキリスト教側の資料はこう記している。「聴衆の半分は敵意をもつ坊主であって、この説教に罵言を浴びせたり、また無知な質問を発したり、ときには腕をまくって説教者に向かってくる等で、その騒動は全市殺気立つありさまだった。パーム先生は身長六尺あまりもある大男で、いざとなれば非常に力のある人で、氏を無理にとりもどすことができたが、しかしこのこと(説教中に通訳できる日本人が拉致されたこと)それ以来、雨之森は非常に恐怖してついに説教壇上にたたず、まもなく横浜に帰ることになった。通訳を失ったパームは横浜のブラウンに雨森の代役任命の依頼をだす。
ブラウンからこの要請を知らされたバラは祈祷会の席上で｢ブラウン塾｣生達に新潟伝道応援のための献身者を募る。
誰一人応ずる者無き中で、一心に祈っていた｢横浜公会｣長老の押川方義に「神の言葉」が聞こえ、多くが躊躇する中、

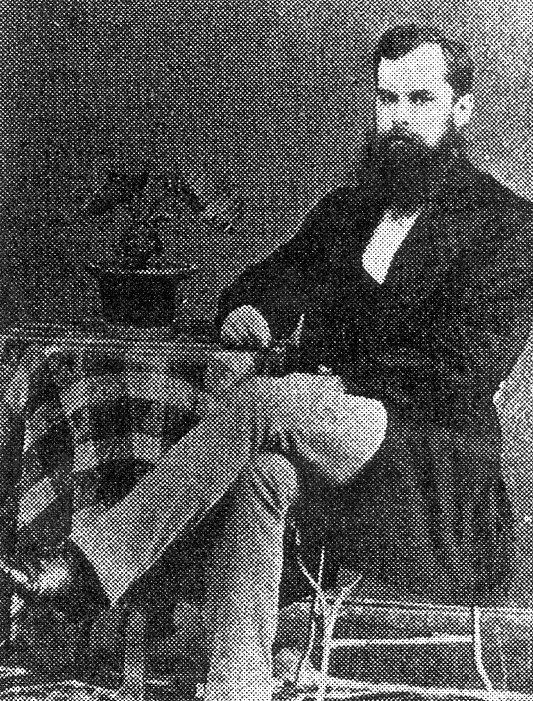
セオボールド・エイドリアン・パームTheobald Adlian Palm

石油開発のために新潟に来た吉田亀太郎、パーム並びに押川による伝道説教で福音に接す。
押川、吉田亀太郎の協力も得て宣教活動の結果、新潟教会、東中通教会が形成される。

1878年(明治11年)7月に東京築地の東京公会(新栄教会)第一回全国基督教信徒大親睦会に出席して、仏教、浄土真宗の迫害の激しい新潟から来て、押川自身も日本刀で辻斬りに会い、命を落としそうになった経験を踏まえて、悲壮なる覚悟で、「城を枕に討ち死にするんだ」との決心を表わした。

### 仙台時代

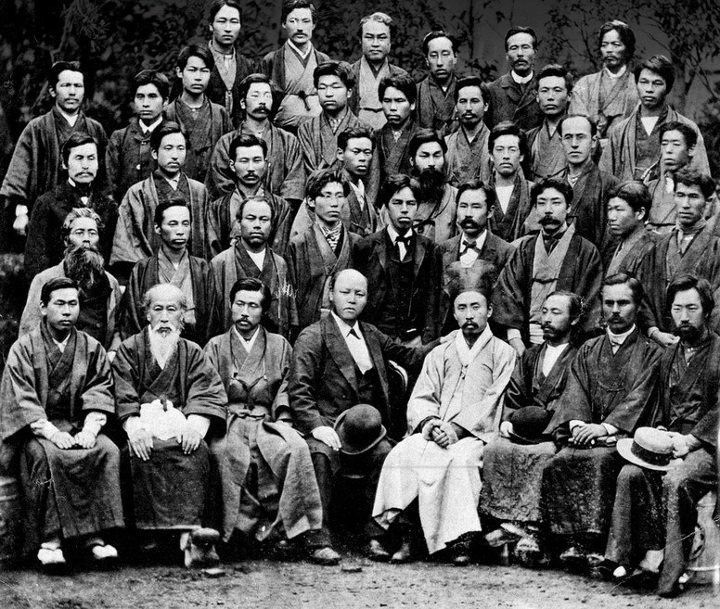
第三回全国基督教信徒大親睦会の幹部の記念写真

1880年(明治13年)に押川と吉田亀太郎が新潟大火災をきっかけに、吉田の出身地である宮城県への伝道のビジョンを持ち、パームの励ましのもと、9月6日に新潟を立ち、10月10日より北三番町木通り角屋敷に「基督教講義所」の看板を掲げて伝道を開始した。押川と吉田は風呂敷を背負って仙台市内を巡回して聖書販売と路傍伝道を行ったが、伝道は困難を極めた。1881年(明治14年)に押川は腸チフスを患い、三ヶ月療養生活をする。
1881年5月1日に、横山覚、伊藤悌三が押川から洗礼を受ける。これが、仙台日本基督教会(現・日本基督教団仙台東一番丁教会)の創立記念日になった。
吉田と押川は仙台に拠点をもったが、仙台と新潟を絶えず往復して、その途中にある福島と会津の伝道を行った。押川と吉田が福島で宿泊して一番大きな家から伝道を始めると、小此木信六郎が出てきて、彼らの伝道により直ぐ洗礼を志願して、洗礼を受けた。
1883年(明治19年)5月に上京して、東京築地の新栄教会で開催された第三回全国基督教信徒大親睦会に出席する。横浜海岸教会で始まった明治のリバイバルの影響で熱狂的な集会になった。信徒大親睦会の幹部として東北を代表して説教した押川は仙台に打電して、「非常時来た、集まりて熱心に祈れ」と教会員に指令を出した。 押川方義は「基督教に適するものを教ふ」と題下、大熱弁を振るい、新島いたく感動せる。
1885年の夏には福島県の鐸木三郎兵衛の紹介で、飯坂小学校を会場にキリスト教演説会が行われ、植村正久、押川方義、グイド・フルベッキなどが伝道の演説をした。1886年には、福島耶蘇教講義所(日本基督教団福島教会)が設立された。吉田亀太郎が初代牧師になった。

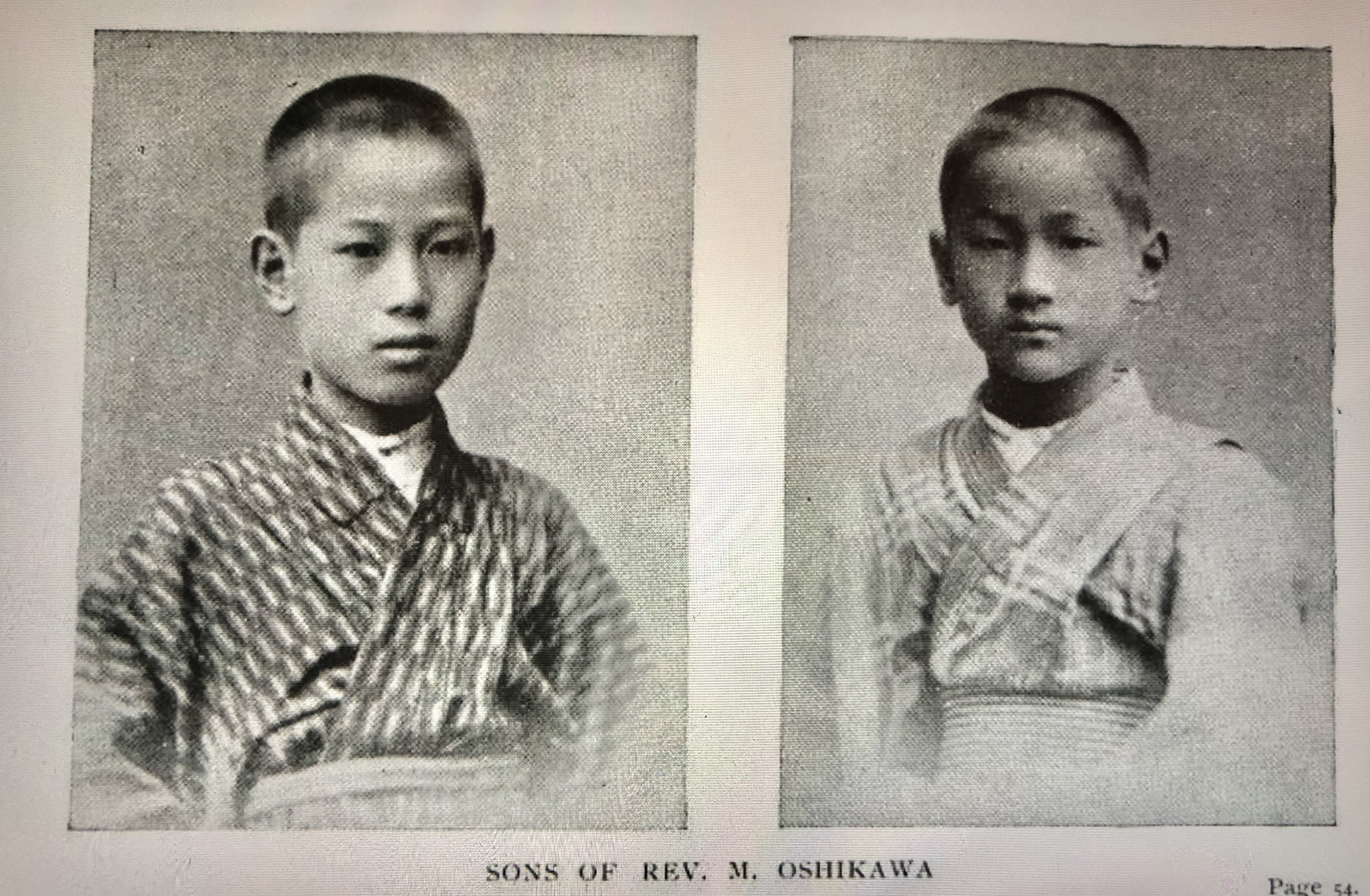
押川春浪 押川清 SONS of M.OSHIKAWA.

### 山形時代
1886年(明治19年)には、山形県上山市で伝道を開始して、上山教会を設立、1887年(明治20年)には山形教会(日本基督教団山形六日町教会)、1888年(明治21年)には鶴岡教会(日本基督教団荘内教会)1990年には米沢教会(日本基督教団米沢中央教会)を設立した。

## 東北学院・宮城女学校(宮城学院)の創立
1876年（明治9年）1月3日｢合衆国・ドイツ改革派教会｣（Reformed Church in the United States,German）、｢アメリカ・オランダ改革派教会｣（Dutch Reformed Church in America）と提携して外国伝道を行うことを決定。
1877年（明治10年）10月3日、｢日本基督公会｣、｢日本長老公会｣合同（アメリカ長老教会、アメリカ・オランダ改革派教会、スコットランド一致長老教会の在日3ミッションが合同）により長老主義に基づく「日本基督一致教会」組織。｢合衆国・ドイツ改革派教会｣（Reformed Church in the United States,German）これに加盟。
押川、仙台を拠点に「仙台教會」を興し東北全体の教化と伝道継続の必要から宣教師と宣教団体を模索。組合派(ギューリック宣教師オラメル・ギューリック)バプテスト派(ポート宣教師トーマス・ポート)メソジスト派(ハリス宣教師メリマン・ハリス)一致派(バラ宣教師ジェームス・ハミルトン・バラ、フルベッキ宣教師グイド・フルベッキ)と提携せんことを勤誘。各派から魅力ある勤誘あるも、一致派のバラとフルベッキ書状を持って来仙し、日本基督一致教会から「母は唯一人である事を記憶し(押川はバラの弟子)若し私の方へ帰り、私達と提携するなら新来の宣教師を送り、東北の地を思ひの限り開拓させる」旨の回答を得、押川大に感動す。かくて1885年(明治18年)秋、東京中會で准充を受け仙台教會は「日本基督一致教會仙台教會」となる

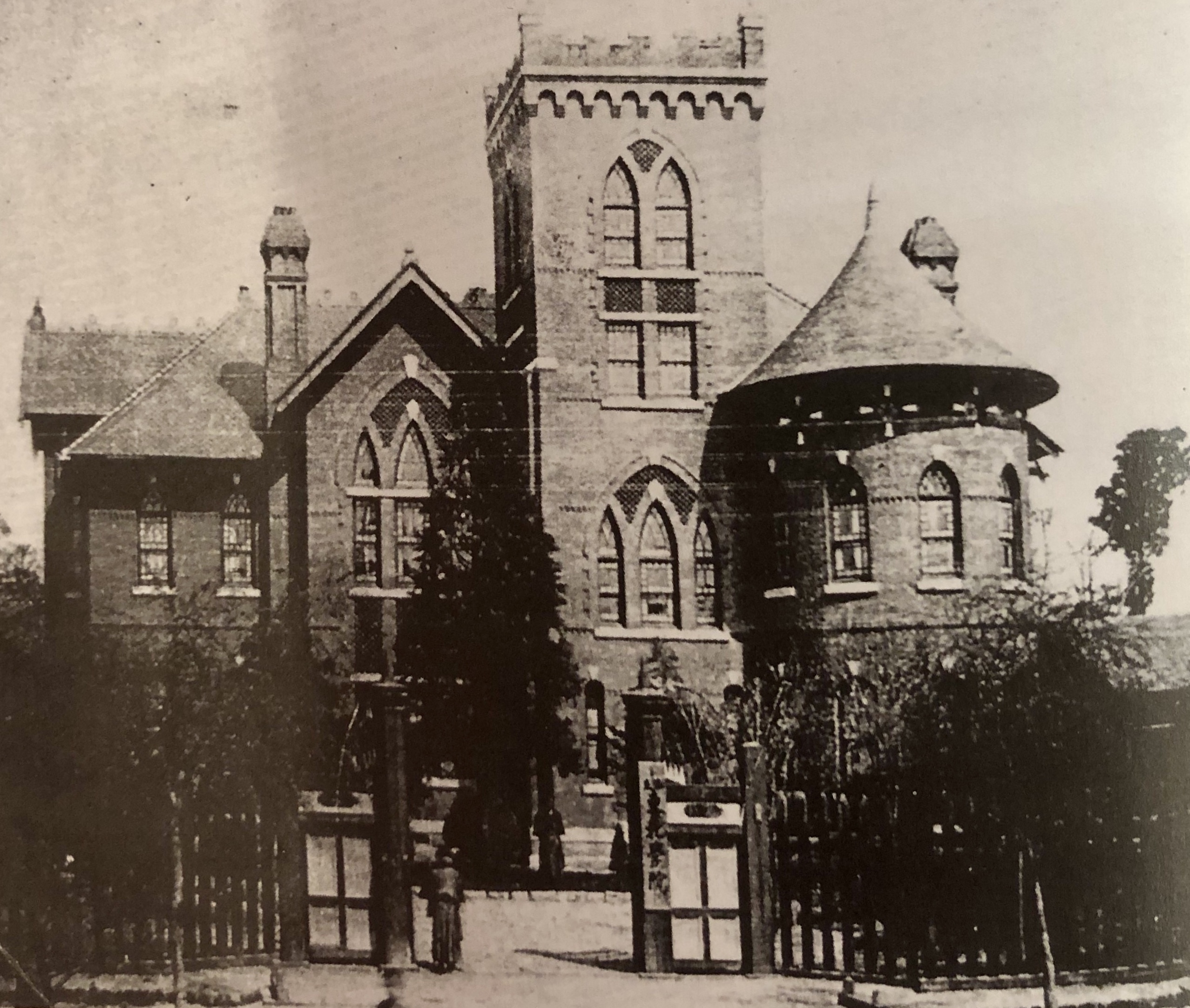
東北學院　神学部

このように東北地方を中心に伝道活動を続ける中で、1886年アメリカ人ドイツ改革派教会宣教師のウィリアム・E・ホーイとともにキリスト教伝道者育成を目的とした「仙台神学校（現・東北学院）」及び、女子教養教育の普及を目的とした「宮城女学校（現・宮城学院）」を創設した。1901年（明治34年）に仙台を離れた後も顧問として東北学院と終生関わりを持った。

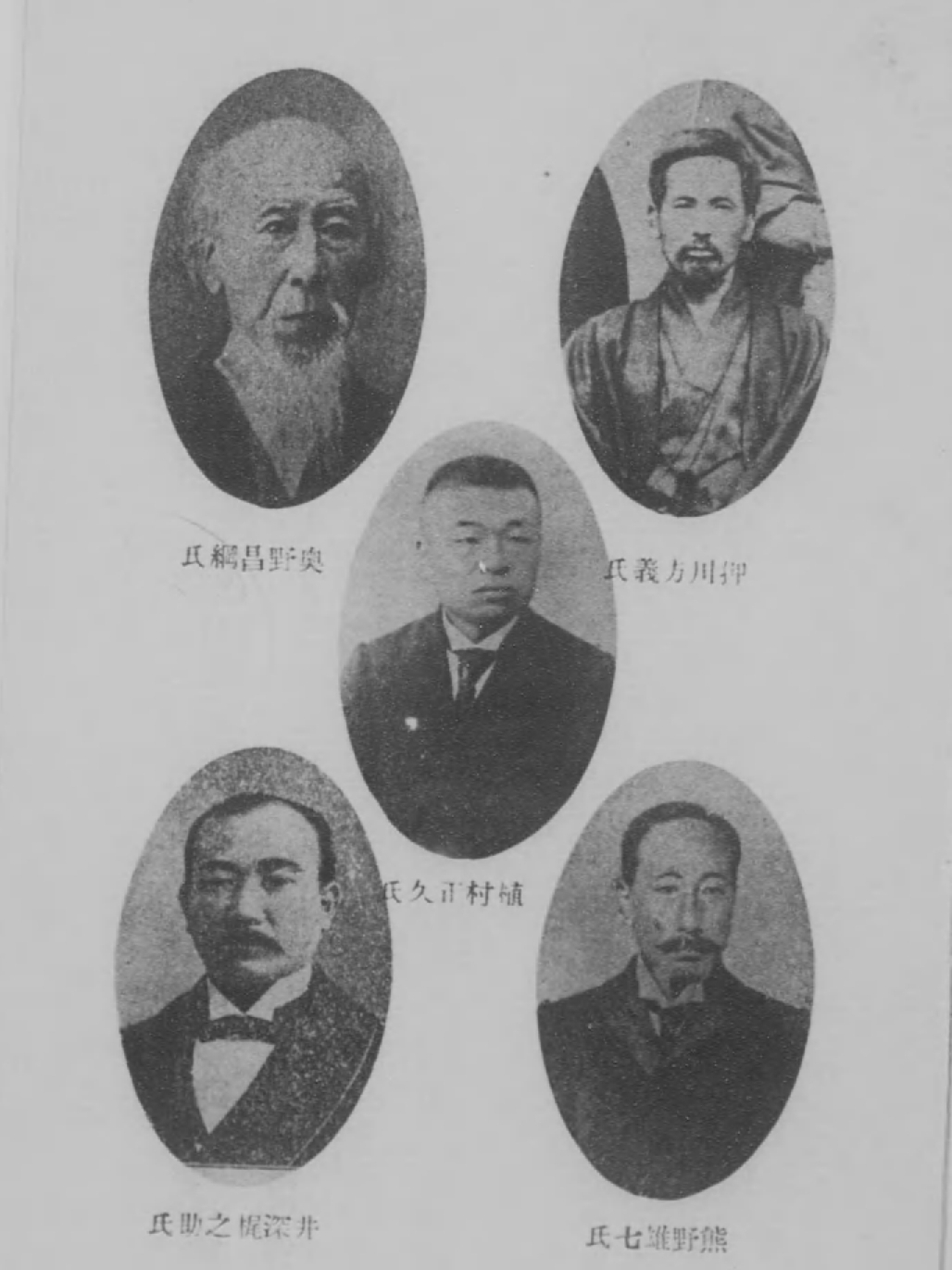
日本基督一致教会の指導者
上左から右下へ、奥野昌綱、押川方義、植村正久、井深梶之助、熊野雄七

島崎藤村の『桜の実の熟する時』という自伝的小説の中で、明治学院の学生であった時に開催された YMCA の夏期学校の様子が描かれ、当時のキリスト教会の代表的指導者たちの人となりが、名は伏されたまま記されている。フルベッキ、植村正久、海老名弾正、小崎弘道、本多庸一、徳富蘇峰と思しき人々と共に、押川方義のことが 次のように描かれている。
若き藤村の目には押川が「慷慨激越な気象を示す」人物と映ったのである。一瞥したにすぎなかったが文学者特有の鋭い直感が、的確に押川の人となりを描き出している。
日本基督公会を継承する日本基督一致教会は東北学院創設者である押川の出身教会であった。東北学院神学部（仙台神学校）の創設にあたった合衆国ドイツ改革派教会（Reformed Church in the United States,German,略称:RCU）は日本における福音伝道には日本基督一致教会の諸州派と共同して当たり、仙台を中心に北日本を担当した。各教派の宣教師達は日本を地理的に分割して伝道を担当していたのであった。ドイツ改革派教会伝道局と日本基督一致教会の伝道師である押川の直後の討議がもたらされることになるのはむしろ必然であった。1889(明治22)年3月2日、押川方義、｢在日宣教師社団｣(｢ジャパン・ミッション｣)の推薦と｢合衆国改革派教会｣外国伝道局の招聘により欧米の教育事情その他視察に出発。押川は渡米し、ドイツ改革派教会宣教師団伝道局と神学校校舎設立(東北学院神学部)を協議した。

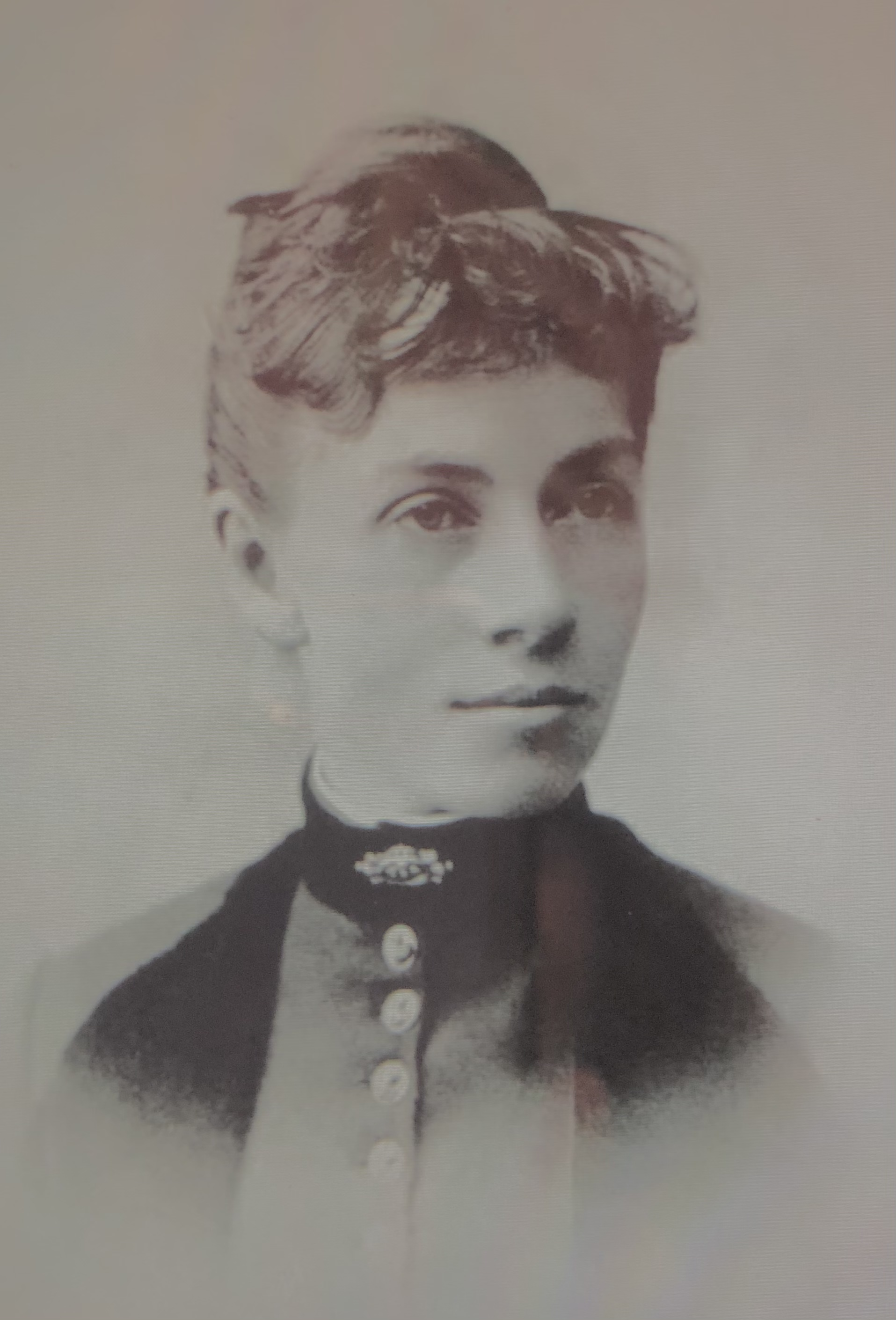
宮城學院 初代校長 E.R.プールボー

後に宮城学院の校長になる、在日宣教師団エリザベス・R・プールボー（Elizabeth R Poorbaugh）のドイツ改革派教会宣教師団伝道局宛の書簡Poorbaugh letter to Keller. Jan.15.1889によれば以下のように伝えている。
また、押川の仙台帰還に際してドイツ改革派教会の機関誌『メッセンジャー』はD・B・シュネーダーの書いた次のような賛辞を掲載した。
もっとも、この時点で押川は初代明治学院総理ヘボンの元で明治学院の副総理として東京に来るようにとの魅力ある申し出を受けていたのである。ゆえにウィリアム・E・ホーイは本気で押川を東北学院から失うことを心配した。押川は東北学院に止まり、明治学院においては、1889年(明治22年)に明治学院教授に昇格して間もない井深梶之助が副総理に就任することになった。シュネーダーと共に、ホーイは押川を高く評価し続け、様々な問題が起こったにもかかわらず、彼を支持し続けたのである。

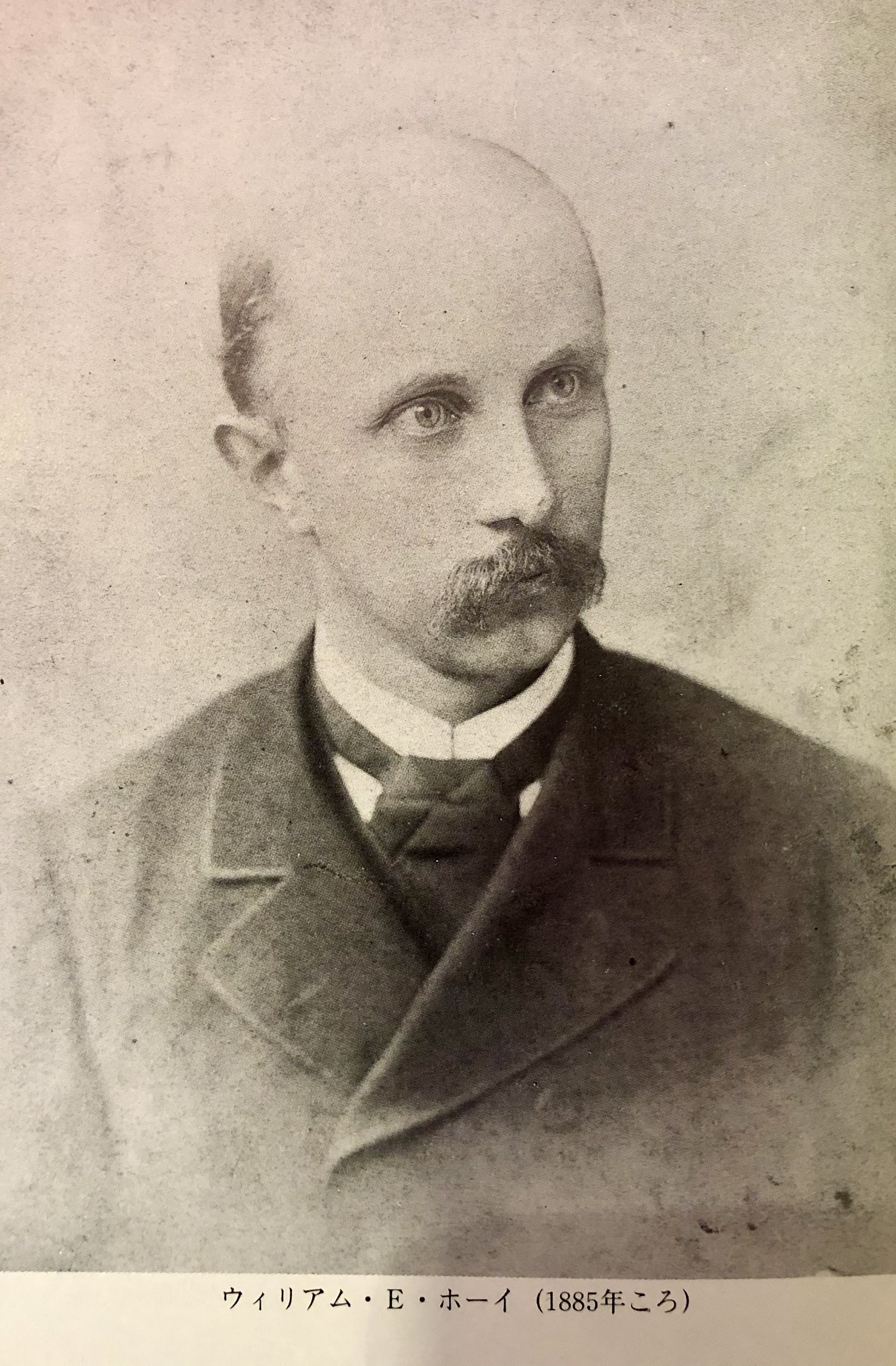
ウィリアム・E・ホーイ William Edwin Hoy1885

1892年(明治25年)のドイツ改革派教会宣教師団伝道局年次報告The Messenger, Feb, 23 1893をホーイは副院長として次のように書いた。
また、『メッセッンジャー』紙の記事記載にあたり、ホーイは学生に向けての押川の演説をこう特色づけている。

## 東北をして日本に於けるスコットランドたらしめん
押川方義の信念
「スコットランドと明治期日本の繋がり」

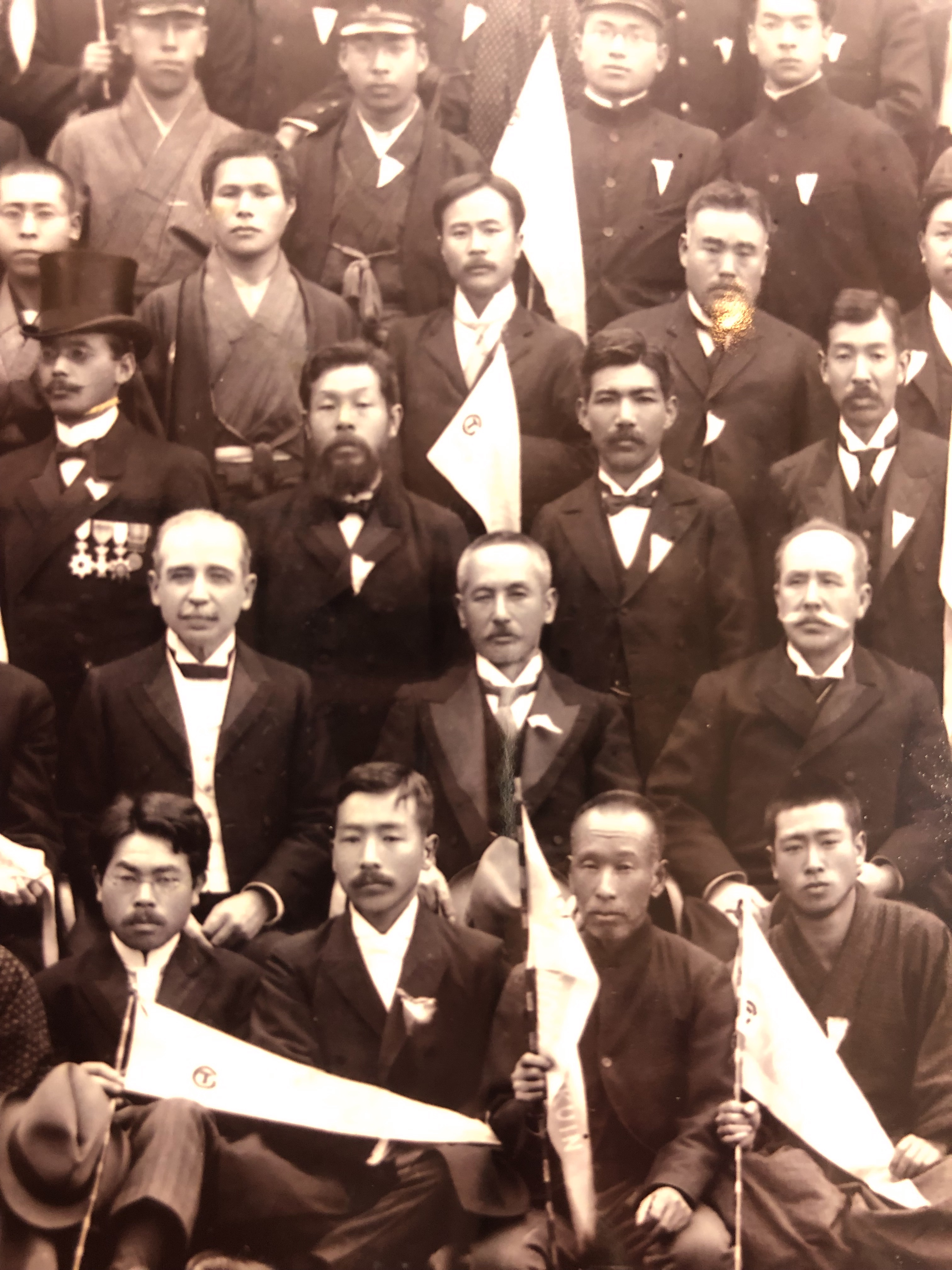
東北學院創立25周年記念式典挙行 (2段目、左から)シュネーダー院長・押川前院長・本多庸一青山學院長 (3段目、左から)酒井勝軍・吉田亀太郎1911年(明治44年)

スコットランドは、イングランドと長い間戦い続けたが闘争は1707年の合併という形で終結を迎える。
実際にはイングランドによるスコットランドの吸収という事態となる。
それに納得がいかないスコットランド人は何度も蜂起するが、その度にイングランドの圧倒的な勝利がもたらされスコットランドはイングランドの属国・属地扱いとなる。
「敗者」となったスコットランドは、しかしながら、死なない。
臥薪嘗胆。100年単位の艱難辛苦に耐え、19世紀には、イングランドを内側から食い破って行く。
18世紀の産業革命時代、英国の産業革命は、スコットランドに中心を持った。
エディンバラ、グラスゴー、そしてアバディーン。
こうした都市が、産業革命の核となって行った。
そして、遂にはスコットランド人が英国を主導するに至る。
この言葉が語られた時、
すでに明治政府は、英国を捨ててプロイセンに範を求め、
スコットランド人の「お雇い外国人」を、次々と解雇していた。
そういう趨勢がはっきりした時に、
この「敗者」スコットランドの栄光を見た一人の日本人として
押川はこの言葉を吐いた。
そこには反骨があった。
「敗者」の力があった。
佐幕に立った為に辛酸を舐めた伊予松山藩。
押川の実の父である橋本宅次は自刃で責任をとる。
最後まで抵抗し続けたために、その後植民地的扱いを受けた、奥羽列藩同盟の「東北地方」。
そして「敗者」の力を世界に知らしめた、スコットランド。
「勝者」が「敗者」を生み出す。
それは避けがたいこと、この世の常である。
しかし「勝者」と「敗者」が並存することで、「繁栄」が生まれる。
「勝者」のみでは、程なく行き詰ることを押川は悟っていたのである。

## 押川方義と新島襄

### 日本基督一致教会と 日本組合基督教会の合同問題

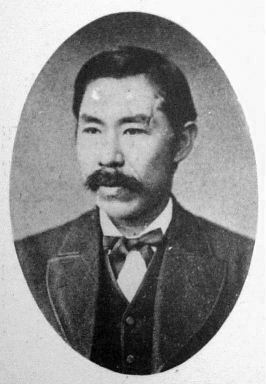
新島襄 Jo Niijima

1886年から1890年にかけては、日本基督一致教会と日本組合基督教会との合同運動とそれに伴う合同問題が生じた。
組合教会の新島襄は、日本基督一致教会牧師で、後に明治学院総理となった井深梶之助にあてた1881年11月12日の手紙で、組合教会と一致教会が十分、合同の意味をよく理解し、納得の上で合同するならば、これに反対しないとした。新島は当初、反対していた。しかし、そこには新島なりの見解が存在していた。それは会衆主義的自由がないがしろにされ、その独自性が喪失することを考慮したゆえであるということであった。長老主義は組合教会の主義と対立するものであり、合同は各教会の独立と自治を失うことになりかねないとして、これに反対し、合同するならば、自らは組合教会から脱会することさえ考えているとしていた。それゆえに、この頃、新島は合同草案を修正するに際して、東北学院創設者の押川方義と意見交換を行なってもいる。それによって新島は合同草案修正について押川の提案を新島の母教会である群馬の牧師たちに伝え、組合教会側の修正案は一致教会側にも受け入れられた。
合同は実現しなかったが 日本基督一致教会の長老(押川)と協議においての一致が意味するものは組合基督教会にとっての喪失と新島には思われた。

## ホーイとの別れ

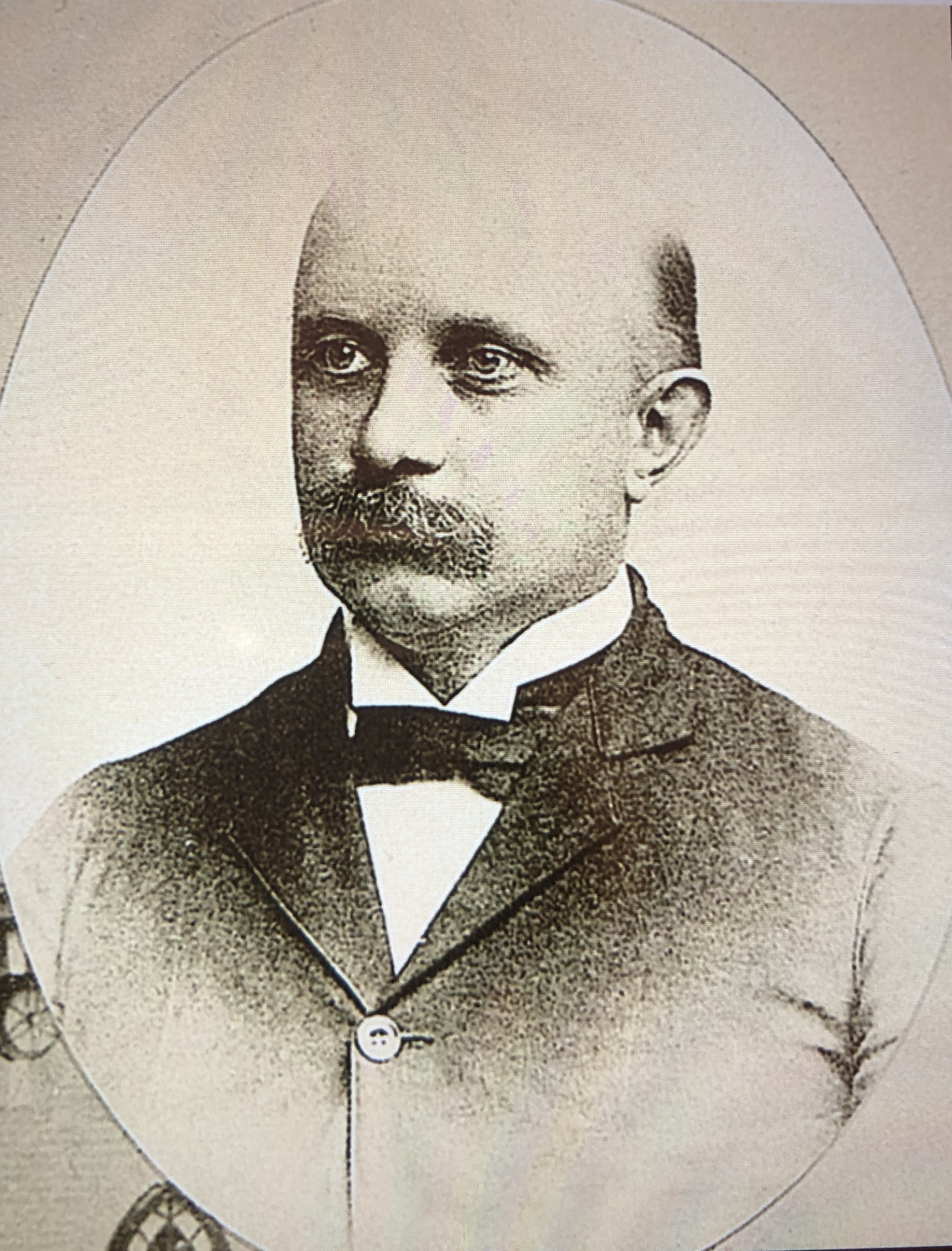
ウィリアム・E・ホーイ William Edwin Hoy, cofounder of the University

1898年(明治31年)4月1日付けで、押川が「帝国全域で伝道を展開するため」二年間の休暇を願い出た時、少しも驚きを持って受け止められなかった。押川は院長の職に留まるが給料は半減するということで合意が成立する。
東京へ移る前に押川は「十分な給料を払って自分の代わりに任命することを願っていますが、学院憲法は宣教師の一員たる副院長が、院長不在の場合には院長の代理をするように定めています」と語る。
ホーイの解釈では、押川にとって東北学院は活動の場として余りに狭すぎた。
院長押川の名声は全国に聞こえ、押川の雄志は仙台の地に限られることなく、その視野はあるいは北海道(同志会)へ、あるいは朝鮮半島(京城学堂)へと拡がり、ついに東北学院長を辞して上京、政治や実業へと幅広い活動を展開するようになる。

## 大アジア主義
1894年（明治27年）には朝鮮半島で日本文化のアジア進出を考え、キリスト教界、大隈重信他政財界人の協力で日本語教育を行うことを目的として大日本海外教育会を結成、朝鮮に京城学堂を設立。さらに翌年には北海道同志教育会をおこし、湧別村に学田を設けたりもした。

### 押川が主導した大日本海外教育会創立

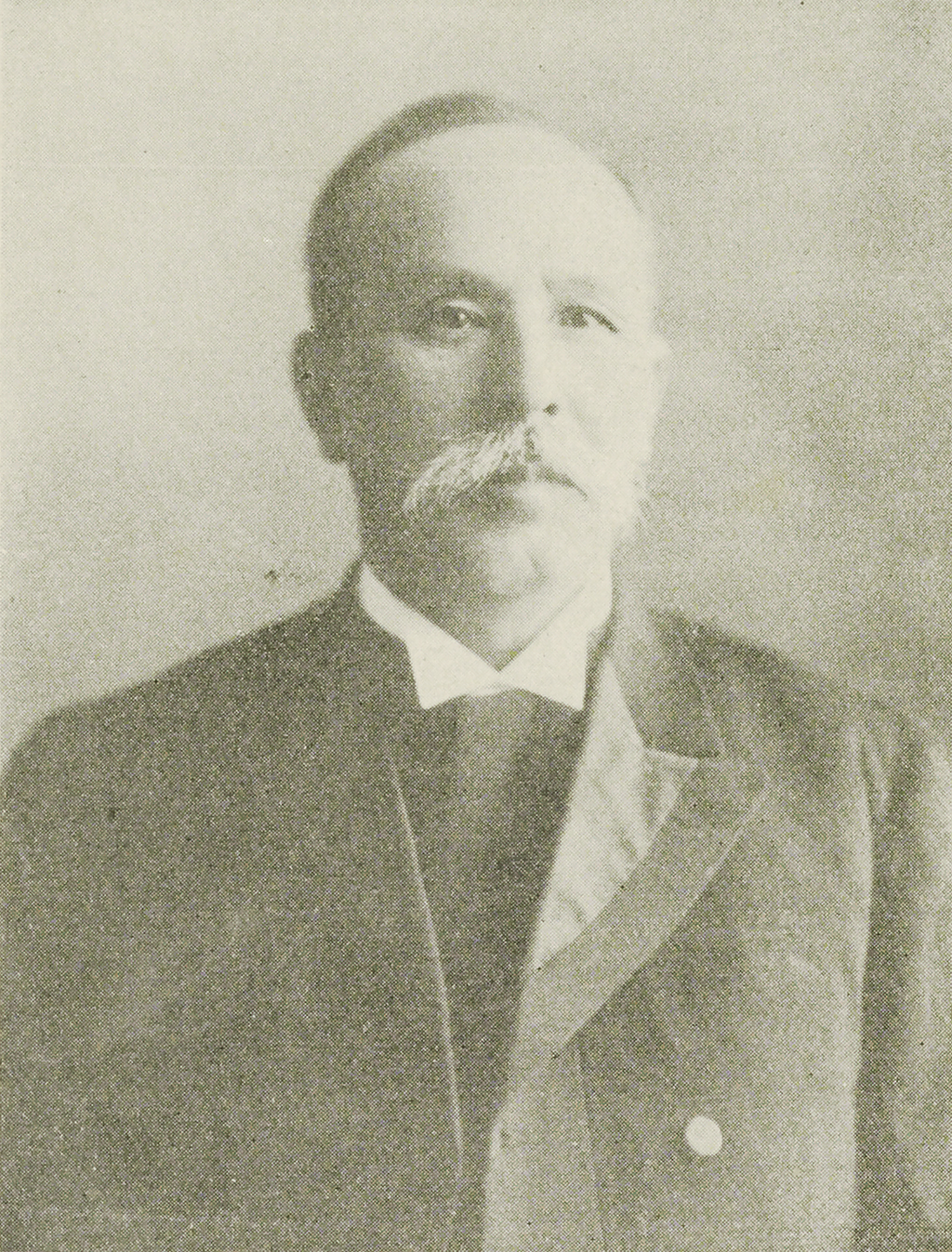
本多 庸一 Yoitsu Honda

京城学堂は、旧韓末「日語学校」日清戦争 (1894〜95年)前後から日韓併合 (1910年)にかけての韓国史上「旧韓末」主として日本人の手によって設立され日本語および「日本語による普通学」の教育を目的とした「日語学校」と総称される一群の学校である。一般に韓国近代教育史は，官公立学校・キリスト教系私立学校・民族系（非キリスト教系）私立学校を3本の柱として展開されたとするのが定説となっている。発足当初の役員陣は、会長未定、副会長押川方義 理事本多庸一 幹事勝田孫弥 評議員板垣退助以下8名であった。会長に押川、副会長に本多、実質的にそうであったというにすぎない。実際には当初、あくまでも、押川が副会長、本多が理事だったのであり、会長は名誉職とし大隈重信であった。
参画は巌本善治 原田助等の諸氏、其贊同を得て、茲に海外數育會を創立する事となった。本多・松村・巌本は横浜バンドの面々であり、原田は 横浜パンドの出身ではないが、この後 (1907〜1919年）同志社社長を務めることになるキリスト教界の大立者である。本多庸一は、押川の生涯の盟友で、しかも本多の政治志向は押川に勝るとも劣らぬものがあった。押川が主導した大日本海外教育会創立への参画はこの延長線上に位置づけられるものである。ちなみに、当時本多は青山学院長であった。こうして陣容を整えた海外教育会は、その最初の事業として京城学堂の開設に着手することになる。

### 京城学堂の開設

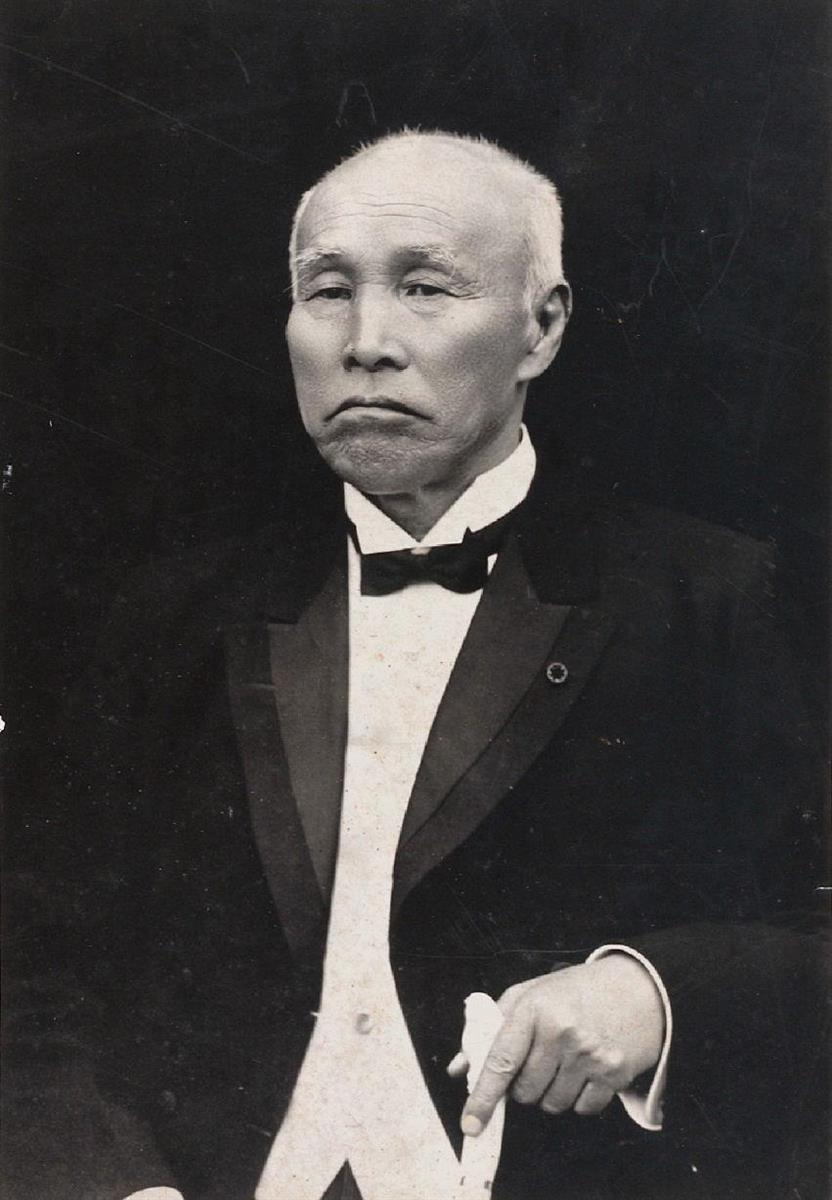
大隈 重信 Shigenobu Okuma

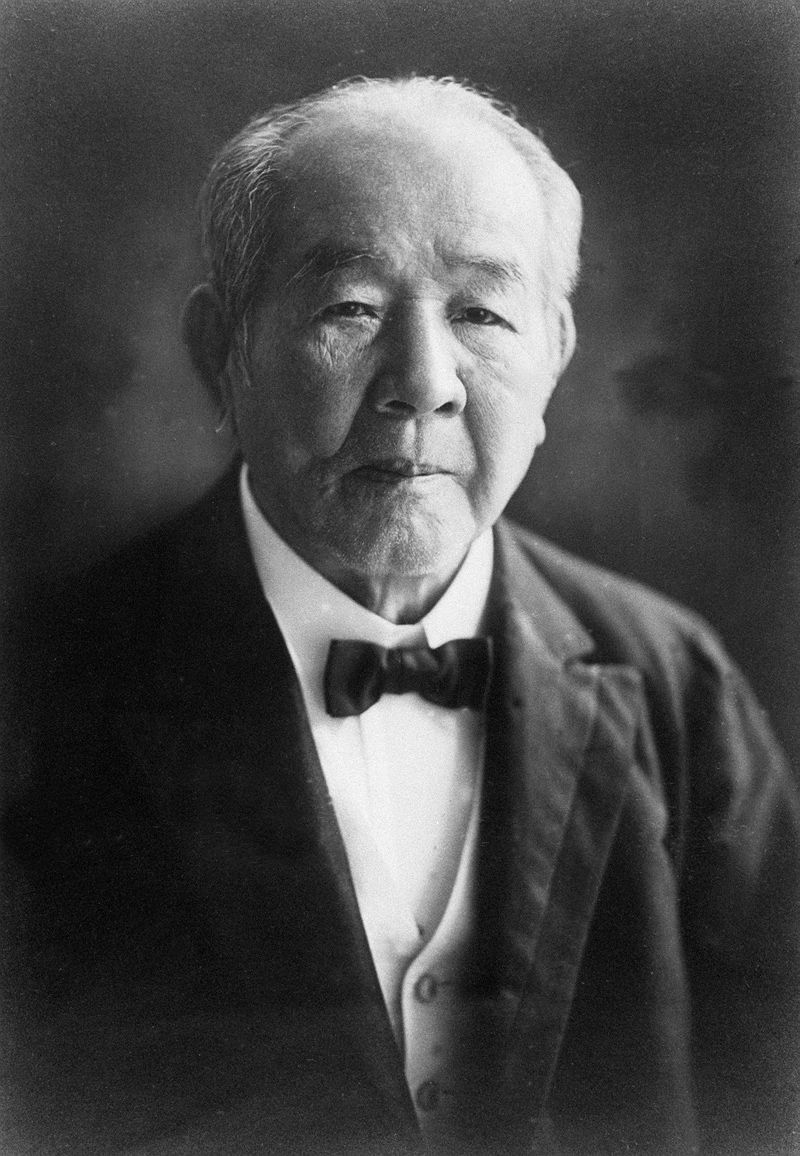
渋沢 栄一 Eiichi Shibusawa

大日本海外教育会の朝鮮進出に当ってこれを斡旋した中心人物は、当時の駐朝公使井上馨であった。井上は「押川氏の如き人物が朝鮮教化に蠱力さるは自分の最も欲する所である」と考えていたのである。大日本海外教育会の朝鮮進出基地たる京城学堂、それも、押川らの当初の構想であった「大学布及(ユニバシティ・エクステソション)」の形態でなく、日本語学校としの形態が確立した。三国干渉などの紆余曲折を経て京城学堂設立のための要員として小島今朝次郎が派遣されたのは1895年12月のことであった。小島は同志社の出身で大日本海外教育会が組織される前から朝鮮教育に志を立てていた。
『渋沢栄一伝記資料』第27巻所収の大日本海外教育会「義捐名簿」趣旨 によれば、ここでいう「代表者」は小島今朝次郎を指すことになる。「彼が明治28京城学堂は小島を初代堂長として1896年4月15日、約40名の生徒を以て開校した。彼学務衙門の委托に応して学生数名を収育し又京城に於て一校を創設して之を京城学堂と号し彼子弟を就学せしむ」とある 。
```
大日本海外教育会創立当時の資金募集について『聖雄押川方義』は「斯くて先生は一方日本國内の基督教會に檄を飛ばして其寄附援助を求めたと共に、他方國内の有力家を勸説して其贊同と後援を求めた。當時朝野の有力家も能く先生の趣旨を察知し何れも喜んで先生の擧を後援すべきことを約した。當時の有力家
伊藤博文
、
西園寺公望
、
近衛篤麿
、大隈重信、
渋沢栄一
等の諸氏は何れも先生の企圖を直接間接に支持し後援した」と記している。
```

```
しかし京城学堂は、明治30(1897)年8月、開校以来の会洞校舎が手狭になった為、明洞に新校舎を購入 移転している。明治三十二 (1899)年度京城学堂報告によれば「明治三十年八月校舎購入ノ為メニ京仁間二寄附金ヲ募集セシニ、時ノ公使加藤増雄氏ヲ始メ在京仁諸有志ノ尽力二由リ千数百円ノ寄附金ヲ得タリ之二本部ヨリノ送金ヲ合シテ現今ノ校舎ヲ購入シ之二移転スルヲ得タリ」とある。 これはすなわち当時、京城・仁川等在留の日本官民の間に京城学堂支援体制がある程度できていたことを意味する。
一方、韓国政府 (学部)も1898年12月、京城学堂を以て同国公立学校に准ずるの認許状を交付し、同時に毎年360元 (当時の元は円に同じ)の補助金を下付することを約した。当時韓国近代教育の普及を図るという意味から日本の教育進出を歓迎し、これを保護する政策をとったのである。
このように韓国在留日本人の支援体制もある程度整い、韓国政府からの補助金もでるようになったが、在留邦人の援助は校舎移転という一事業にはほぼ充分であっても経常的に期待できるものではなかったし、韓国政府の補助も金額としては僅かであった。
```

そこで大日本海外教育会としては、どうしても日本国内における財政基盤を固める必要があった。このために開催されたのが1899年2月14日帝国ホテルにおける懇談会である。この会合は渋沢栄一・押川方義らの名義によって招集され、来会者は政・財界の有力者40余名にのぼった。席上伊藤博文・大隈重信の演説に続いて渋沢栄一は大日本海外教育会の 財政的窮を訴え、来会者の相応の出資を願った。

### 政治家時代

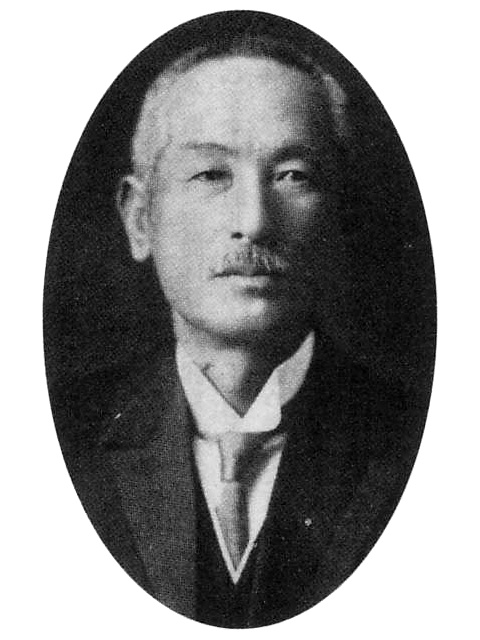
晩年の押川方義

親交のあった大隈重信からの勧めにより、1915年（大正4年）3月の第12回衆議院議員総選挙に福島県郡部から出馬するも落選。1917年（大正6年）4月の第13回衆議院議員総選挙では愛媛県郡部から出馬して当選、1918年(大正７年)、"アジア共存の大義"を唱え、アジア民俗の自覚と奮起をうながし「全亜細亜会」を設立。特に中国問題への関心が深く「外交は正義を主とすべし。日支共同之方法、相互無欲の大志を抱くべし。共存共栄を無視すれば、両国の親和成立せず」と述べている『明治期基督者の精神と現代』。さらに1920年（大正9年）5月の第14回衆議院議員総選挙では愛媛1区（松山市）に転じて当選。1922年11月に結成された革新倶楽部に加わり、犬養毅、尾崎行雄、島田三郎、古島一雄、中野正剛らと行動を共にした。
代議士としての押川の活動は外交問題、とりわけ日中関係に関するものが多かった。

## 押川方義その生涯
1927年1月に脳溢血で倒れ、翌年1月10日東京府大井町で死去。享年76歳。
死を前に昏睡から一時目覚めた押川は語った。「自分は大海を漂い瀕死の状況であったが一艘の舟が近ずき、自分を引き上げてくれた。その手はイエスキリストであった」
デヴィッド・ボウマン・シュネーダーは東京で行われた葬儀に列して帰仙すると、合衆国・ドイツ改革派教会伝道局幹事のバーソロミューに宛てて書いた。
押川は松山藩士橋本昌之の三男として嘉永2年12月、西暦の1850年1月、松山に生まれた。父は13石という微禄の下士、そして11歳でその養嗣子となった押川方至は60俵扶持の槍術家であった。明治時代における日本キリスト教の先駆者本多庸一・井深梶之助・植村正久は，上士クラスの出自でしかも嫡男であった。維新の激動で極貧に沈んだ植村を含めて、後年日本キリスト教界の卓越したリーダーになってゆく。ところが下士の三男に生まれた押川は、教界の異色のリーダーとして頭角を表すものの、主流から逸れ、結局伝道界からも逸れて実業界に雄飛しようとした。キリスト教界の卓越したリーダーとなった者に下士出身がいないことなどを思い合わせる時、押川は類稀なる存在として注目に値する。しかも一藩を指導する立場、少なくとも担当部局の責任者の立場の上士階級の嫡男でなく、実務担当の下役でしかない下士階級の三男である。押川は数えの8歳で藩校明教館に入って漢学の修行を始めた。少年の身で生家より豊かな60 俵扶持の家の養嗣子(娘婿予定者)に迎えられたことは、早くから彼の英才が人びとの認めるところであった。しかし、以後、1865年(慶応元)実父自刃、翌66年第二次征長戦に出陣して敗走に始まる挫折の連続である。挫折が極まるのは、1868年，老中首班を勤めた藩主久松定昭が鳥羽・伏見の合戦で新政府軍に刃向かった罪を問われて官位剥奪・領知没収のうえ追討されることとなり、 土佐藩兵らによって松山城を包囲され、開城して松平の称号を棄て本姓の久松に復して謹慎するという、主家の悲運であった。主家大イエの悲運は直ちに傘下小イエの悲運に繋がる。 後、旧領は安堵されたものの、版籍奉還・廃藩置県による大イエ久松家の崩壊に伴い、戦敗 藩の士族だけに剥奪の度が深かったのである。
類い稀なる才能と強烈な個性、恵まれなかった環境と挫折、ゆえに押川は幕末から文明開化の明治期に多感な日々を過ごした。
かつて東北学院を去るにあたり宣教師を中心とする学院理事会との衝突はあったが、創立者の一人としての押川の貢献は否定すべくもなく、葬儀は青山斎場で東北学院関係者によりキリスト教式で行われた。押川の遺骨の一部は雑司ヶ谷墓地に埋められたが、残りは仙台の北山キリスト教墓地に葬られた。押川はその若い頃、仙台を一望できるこの地をキリスト教墓地として獲得するにあたって力があったのである。 のちに同窓生たちは押川のため同地に墓碑を建てた。
東北学院創立者押川方義は、明治期の宗教界、教育界、実業界そして政界に関わり、その功績は顕著であった。
別の言い方をすれば押川は残りの生涯をさらにその「定まり難さ」に向かってまた進み続けていくのである。。
1927年(昭和2年)1月脳溢血で倒れた病床で押川が孫たちに書き遺した「終生厳守すべき訓辞」に，「勤勉剛直神ヲ信ジ国ニ尽シ精励以テ自己ノ職務ヲ遂行スルノ真勇ヲ確保スベシ」とあった。祖父の思い出を綴った孫の昌一が，遺訓にいう「神ヲ信ジ国ニ尽シ」は外ならぬ祖父自身の人生だったと評し，「武士道化された基督教」を体現した「武士のなったキリスト者」と形容した[押川1979]。
押川方義「キリスト教を燃えさかる火炎 の如く深く体内にとどめ、東アジア圏を視野に入れ つつ“日本の救済”のために奔走した人生」であった。

## 南極探検隊への支援
1910年7月に南極探検後援会が組織された際には、会長に就任した大隈重信や三宅雪嶺らとともに幹事となり、白瀬矗による南極探検隊を支援した。
東北学院関係者により執り行われた押川方義の葬儀の際には、白瀬矗のほか、渋沢栄一らも参列したという。